# Supercopa africana de futbol
La Supercopa africana de futbol (CAF Super Cup) és una competició futbolística que es disputa anualment a l'Àfrica i que enfronta els clubs campions de la Lliga de Campions de la CAF i de la Copa Confederació africana de futbol.
Aquesta competició s'inicià el 1992, i inicialment enfrontava als campions de la Copa de Campions d'Àfrica (Lliga de Campions des de 1997) i la Recopa africana de futbol. A partir de l'any 2004, amb la desaparició de la Recopa, els campions de la Copa Confederació hi començaren a prendre part.
Els partits s'acostumen a disputar cap als mesos de febrer o març.

## Historial
Font:
| Any  | Campió              | Marcador       | Finalista              |
| ---- | ------------------- | -------------- | ---------------------- |
| 1993 | Africa Sports ¤     | 2-2 Penals 5-3 | Wydad Casablanca #     |
| 1994 | Al-Zamalek #        | 1-0            | Al Ahly SC ¤           |
| 1995 | Espérance #         | 3-0            | DC Motema Pembe ¤      |
| 1996 | Orlando Pirates #   | 1-0            | JS Kabylie ¤           |
| 1997 | Al-Zamalek #        | 0-0 Penals 4-2 | Al-Mokaoulun ¤         |
| 1998 | Étoile Sahel ¤      | 2-2 Penals 4-2 | Raja Casablanca #      |
| 1999 | ASEC Abidjan #      | 3-1 pròrroga   | Espérance ¤            |
| 2000 | Raja Casablanca #   | 2-0            | Africa Sports ¤        |
| 2001 | Hearts of Oak #     | 2-0            | Al-Zamalek ¤           |
| 2002 | Al Ahly SC #        | 4-1            | Kaizer Chiefs ¤        |
| 2003 | Al-Zamalek #        | 3-1            | Wydad Casablanca ¤     |
| 2004 | Enyimba #           | 1-0            | Étoile Sahel ¤         |
| 2005 | Enyimba #           | 2-0 pròrroga   | Hearts of Oak ¤        |
| 2006 | Al Ahly SC #        | 0-0 Penals 4-2 | FAR Rabat ¤            |
| 2007 | Al Ahly SC #        | 0-0 Penals 5-4 | Étoile Sahel ¤         |
| 2008 | Étoile Sahel #      | 2-1            | Club Sportif Sfaxien ¤ |
| 2009 | Al Ahly SC #        | 2-1            | Club Sportif Sfaxien ¤ |
| 2010 | TP Mazembe #        | 2-0            | Stade Malien ¤         |
| 2011 | TP Mazembe #        | 0-0 Penals 9-8 | FUS Rabat ¤            |
| 2012 | Maghreb AS Fez ¤    | 1-1 Penals 4-3 | Espérance #            |
| 2013 | Al Ahly SC #        | 2-1            | AC Léopards ¤          |
| 2014 | Al Ahly SC #        | 3-1            | Club Sportif Sfaxien ¤ |
| 2015 | ES Sétif #          | 1-1 Penals 6-5 | Al Ahly SC ¤           |
| 2016 | TP Mazembe #        | 2-1            | Étoile Sahel ¤         |
| 2017 | Mamelodi Sundowns # | 1-0            | TP Mazembe ¤           |
| 2018 | Wydad Casablanca #  | 1-0            | TP Mazembe ¤           |
| 2019 | Raja Casablanca ¤   | 2-1            | ES Tunis #             |
| 2020 | Zamalek SC ¤        | 3-1            | ES Tunis #             |
| 2021 | Al Ahly SC #        | 2-0            | RS Berkane ¤           |

Notes: # Campió de la Lliga de Campions o la Copa Africana de Clubs Camions / ¤ Campió de la Recopa Africana o la Copa Confederació.

## Palmarés
|     | Club              | Campionats | Subcampionats | Anys campió                              | Anys finalista         |
| --- | ----------------- | ---------- | ------------- | ---------------------------------------- | ---------------------- |
| EGY | Al Ahly           | 7          | 2             | 2002, 2006, 2007, 2009, 2013, 2014, 2021 | 1994, 2015             |
| EGY | Zamalek           | 4          | 1             | 1994, 1997, 2003, 2020                   | 2001                   |
| COD | TP Mazembe        | 3          | 2             | 2010, 2011, 2016                         | 2017, 2018             |
| TUN | Étoile du Sahel   | 2          | 3             | 1998, 2008                               | 2004, 2007, 2016       |
| MAR | Raja Casablanca   | 2          | 1             | 2000, 2019                               | 1998                   |
| NGA | Enyimba           | 2          | 0             | 2004, 2005                               | –                      |
| TUN | ES Tunis          | 1          | 4             | 1995                                     | 1999, 2012, 2019, 2020 |
| MAR | Wydad Casablanca  | 1          | 2             | 2018                                     | 1993, 2003             |
| CIV | Africa Sports     | 1          | 1             | 1993                                     | 2000                   |
| GHA | Hearts of Oak     | 1          | 1             | 2001                                     | 2005                   |
| RSA | Orlando Pirates   | 1          | 0             | 1996                                     | –                      |
| CIV | ASEC Mimosas      | 1          | 0             | 1999                                     | –                      |
| MAR | Maghreb Fez       | 1          | 0             | 2012                                     | –                      |
| ALG | ES Sétif          | 1          | 0             | 2015                                     | –                      |
| RSA | Mamelodi Sundowns | 1          | 0             | 2017                                     | –                      |
| TUN | CS Sfaxien        | 0          | 3             | –                                        | 2008, 2009, 2014       |
| COD | DC Motema Pembe   | 0          | 1             | –                                        | 1995                   |
| ALG | JS Kabylie        | 0          | 1             | –                                        | 1996                   |
| EGY | Mokawloon         | 0          | 1             | –                                        | 1997                   |
| RSA | Kaizer Chiefs     | 0          | 1             | –                                        | 2002                   |
| MAR | FAR Rabat         | 0          | 1             | –                                        | 2006                   |
| MLI | Stade Malien      | 0          | 1             | –                                        | 2010                   |
| MAR | FUS Rabat         | 0          | 1             | –                                        | 2011                   |
| CGO | AC Léopards       | 0          | 1             | –                                        | 2013                   |
| MAR | RS Berkane        | 0          | 1             | –                                        | 2021                   |